# Silnice II/215
Silnice II/215 je česká silnice II. třídy na území Plzeňského kraje. Tvoří západní obchvat Plzně. Obchvat byl původně značen jako část silnice II/605, po dokončení II. etapy obchvatu v únoru 2023 byla celá silnice přeznačena na II/215, v celé délce je silnice pojmenována jako Regensburská ulice.
Obchvat je postaven v polovičním profilu se stavebními úpravami umožňujícími výhledově rozšíření komunikace.

## Průběh trasy
Silnice začíná na okružní křižovatce se silnicí I/26 (Domažlická třída), následně mostem překonává Slovanské údolí s Vejprnickým potokem, silnicí II/203 a železniční tratí do Domažlic. Poté prochází mezi Křimicemi a Skvrňany a obchvat je překonán mostem železniční trati do Chebu. Silnici II/605 překonává na mimoúrovňové křižovatce, načež přechází údolí Mže po cca 1 km dlouhé estakádě. Další mimoúrovňové křížení se spolu s ekodukty nachází u Radčic. Úsek obchvatu končí na okružní křižovatce se silnicí I/20 „u Globusu“.

## Původní použití čísla silnice
Půovdně byla jako silnice II/215 označena komunikace na území Karlovarského kraje, která vedla od Mariánských Lázní (od silnice II/230) do Velké Hleďsebe (k silnici I/21). Byla dlouhá 8,1 km. Silnice byla[kdy?] degradována na silnice nižších tříd (největší část na silnici III/2114).